# باغ‌اوزو (کوزان)
باغ‌اوزو (به ترکی استانبولی: Bağözü) یک منطقهٔ مسکونی در ترکیه است که در قوزان (ترکیه) واقع شده‌است.